# Cheseaux-sur-Lausanne
Cheseaux-sur-Lausanne (toponimo francese) è un comune svizzero di 4 366 abitanti del Canton Vaud, nel distretto di Losanna.

## Monumenti e luoghi d'interesse

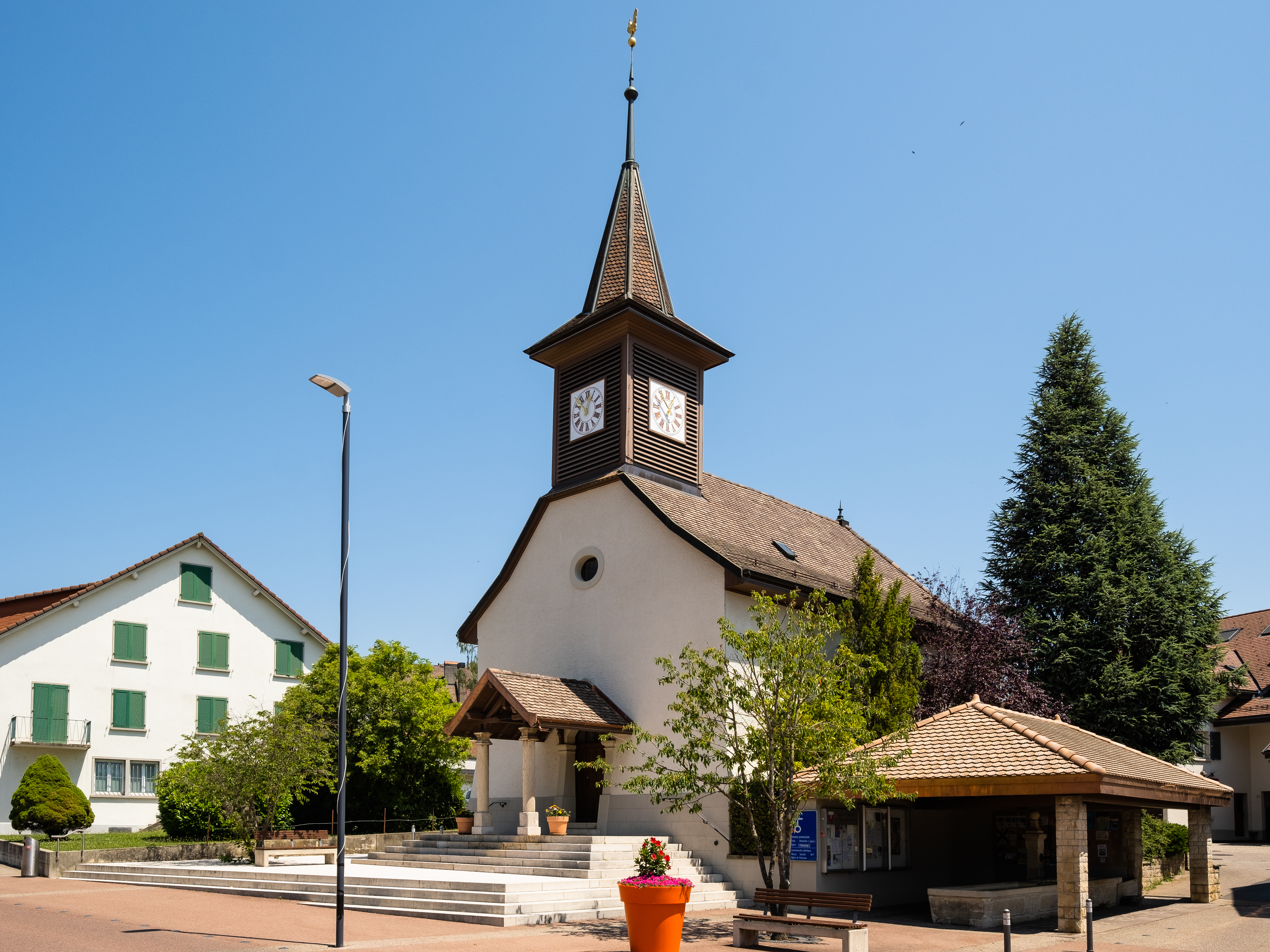
La chiesa di San Nicola

- Chiesa riformata di San Nicola, attestata dal 1174 e ricostruita nel 1741[1].

## Società

### Evoluzione demografica
L'evoluzione demografica è riportata nella seguente tabella:
Abitanti censiti

## Infrastrutture e trasporti

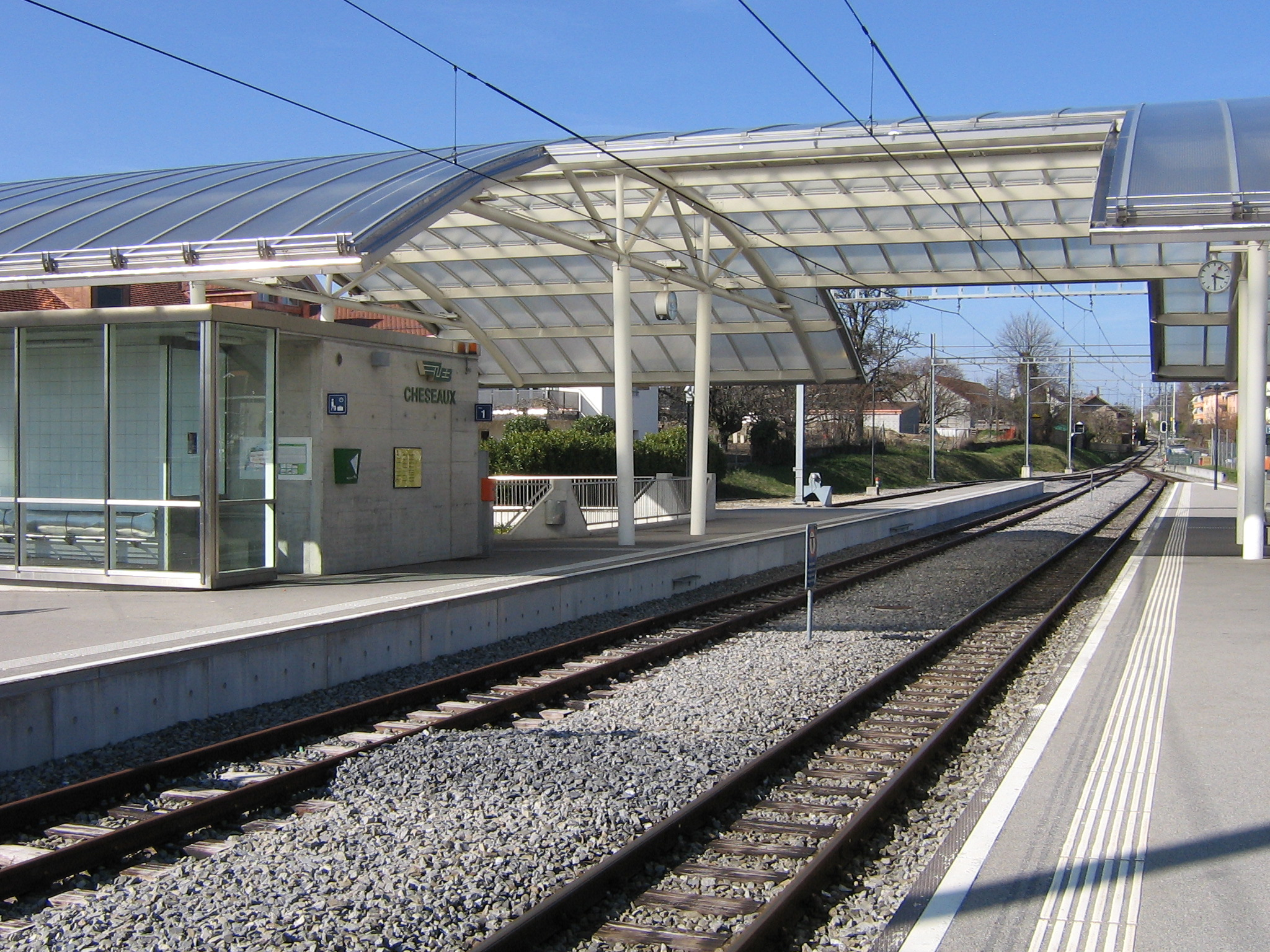
La stazione di Cheseaux-sur-Lausanne

Cheseaux-sur-Lausanne è servito dall'omonima stazione sulla ferrovia Losanna-Echallens-Bercher.

## Amministrazione
Ogni famiglia originaria del luogo fa parte del cosiddetto comune patriziale e ha la responsabilità della manutenzione di ogni bene ricadente all'interno dei confini del comune.